# Wim Mertens
Wim Mertens (Neerpelt, 14 mei 1953) is een Vlaams componist, pianist, contratenor, gitarist en musicoloog. Zijn muziek heeft een sterk melodisch fundament en is vaak minimalistisch van aard. Veel stukken van Mertens zijn gebruikt voor toneelvoorstellingen, films en documentaires.

## Biografie
Mertens groeide op in het Belgisch-Limburgse Linde-Peer. Hij studeerde Sociale en Politieke Wetenschappen aan de Katholieke Universiteit Leuven, en musicologie aan de universiteit van Gent. Mertens studeerde ook muziektheorie en piano aan het Koninklijk Conservatorium Brussel en het Koninklijk Conservatorium Gent. 
In 1978 werd hij producent voor Radio2 (Radio Brabant) en produceerde concerten van onder anderen de minimalmusic-componisten Philip Glass en Steve Reich. 
In 1979 was hij de producer van het enige concert dat Vangelis gaf in België. 
In 1980 publiceerde Mertens een boek over minimal music getiteld De Amerikaanse repetitieve muziek.

## Werken
Sinds 1980 componeerde hij verschillende muziekstukken in verschillende vormen en formaten: van korte en simpele liederen tot lange, complexe stukken; van solo's op de piano tot grootse ensembles. Mertens muzikale stijl wordt ook wel aangeduid met minimal music, ambient of experimentele muziek. Zijn muziek evolueert steeds, maar behoudt haar melodische fundament. Een voorbeeld van een werk met kenmerken van de minimale muziek is Maximizing the Audience uit 1984, dat Mertens componeerde voor het toneelstuk De Macht der Theaterlijke Dwaasheden van Jan Fabre. Peter Greenaway gebruikte muziek van Mertens in zijn film The Belly of an Architect (1986).
Mertens' stukken worden veel gebruikt in films en televisiedocumentaires en voor reclame. Often a Bird werd bijvoorbeeld gebruikt voor Leedvermaak en Qui vive, twee films van Frans Weisz, die begin 2009 werden vervolgd met een derde en laatste deel. Hetzelfde stuk werd in 2008 ook in een reclamespot voor ABN AMRO gebruikt. Often a Bird fungeerde ook als indicatief voor het Vlaamse radioprogramma De Melkweg op Radio 1. Struggle for Pleasure werd in 2000 gebruikt in een reclame van het Belgische Proximus en als herkenningsmelodie (sonic branding) tot 2014; de pianomelodie van dit nummer lag ook aan de basis van Café del Mar van Energy 52, een van de populairste elektronische nummers ooit; Close Cover werd gebruikt als herkenningsmelodie voor de Vlaamse nachtradio. Hierdoor verwierf Mertens bekendheid onder een groot publiek in Vlaanderen. 4 Mains is de intromuziek van het Nederlandse VPRO-televisieprogramma Boeken. Door de omroep BNNVARA wordt tevens een werk van Mertens gebruikt voor de intro van het journalistieke onderzoeksprogramma Zembla; La fin de la visite.

## Cultureel ambassadeur
In maart 1998 werd Mertens tot cultureel ambassadeur van Vlaanderen benoemd. In 2005 was hij ook een van de kanshebbers op de titel De Grootste Belg, maar hij haalde de uiteindelijke nominatielijst niet en strandde op nummer 288 van diegenen die buiten de nominatielijst vielen.

## Discografie
- At Home, Not At Home (1980)
- For Amusement Only (1980)
- Vergessen (1982)
- Close Cover (1983)
- Struggle for Pleasure (1983)
- A Visiting Card (1984)
- Maximizing the Audience (1984)
- Hirose (1985)
- Instrumental Songs (1986)
- A Man of No Fortune, And with a Name to Come (1986)
- Educes Me (1987)
- The Belly of an Architect (1987)
- After Virtue (1988)
- Motives for Writing (1989)
- No Testament (1990)
- Sources of Sleeplessness (1991)
- Vita Brevis (1991)
- Alle Dinghe (1991)
- Stratégie De La Rupture (1991)
- Hufhuf (1991)
- Houfnice (1992)
- Shot and Echo (1993)
- A Sense of Place (1993)
- Epic That Never Was (1994)
- Gave van niets (1994)
- Jérémiades (1995)
- Entre Dos Mares (1996)
- Jardin Clos (1996)
- Lisa (1996)
- As Hay in the Sun (1996)
- Sin Embargo (1997)
- Best of (1997)
- In 3 or 4 Days (1998)
- And Bring You Back (1998)
- La fin de la visite (1998)
- Father Damien (1999)
- Integer Valor Integrale (1999)
- Strugge for pleasure (2000)
- Alle Dinghe (2000)
- In the Absence of Hindrance (2002)
- Cave musicam (2002)
- Antología, Lo Mejors De Wim Mertens (2002)
- Wim Mertens Moment (2003)
- Years Without History: Not Yet, No longer (2003)
- Scopos (2003)
- Un Respiro (2004)
- Partes Extra Partes (2006)
- What You See Is What You Hear (2006) (DVD)
- Receptacle (2007)
- L'Heure Du Loup (2008)
- The World Tout Court (2009)
- Zee Versus Zed (2010)
- Series of Ands: Immediate Givens (2011)
- A Starry Wisdom (2012)
- When Tool Met Wood (2014)
- Charaktersketch (2015)
- What Are We, Locks, to Do? (2016)
- Dust of Truths (2016)
- Cran Aux Oeufs (2017)
- Nature's Largess (2017): live-opname in Bozar[1]
- That Which Is Not (2018)
- Certain Nuances Excepted (2019)
- Inescapable (2019)
- The Gaze Of The West (2020)
- Heroides (2022)
- Voice of the Living (2023)
- Ranges of Robustness (2024)

- Biblioteca Nacional de España: XX1297195
- Bibliothèque nationale de France: cb13974649j (data)
- Gemeinsame Normdatei: 134461061
- International Standard Name Identifier: 0000 0000 8170 2135
- Library of Congress Control Number: n85091214
- MusicBrainz: bc2fd8bc-91ea-4b7e-a52e-d67bea5c0313
- Nationale Bibliotheek van Israël: 987007459919005171
- Nederlandse Thesaurus van Auteursnamen: 069244790
- Istituto Centrale per il Catalogo Unico: TO0V171077
- LIBRIS: 366505
- Système universitaire de documentation: 078683580
- Virtual International Authority File: 100986940
- WorldCat: E39PBJvMCXybqfjKyx33MRWYyd